# Vale da Cabra
Vale da Cabra é uma localidade portuguesa situada  na freguesia do Louriçal, Município de Pombal, Distrito de Leiria. Fica situada entre Castelhanas e Casal do Queijo.

## Significado do nome
Etimológico: Vale: planície entre duas montanhas ou colinas; largo trato de terra banhado por um rio. Cabra: mamífero ruminante; fêmea do bode.
Popular: Antigamente, naquela região, existia um senhor que tinha uma enorme cabrada (conjunto de cabras).